# Shuteria involucrata
Shuteria involucrata là một loài thực vật có hoa trong họ Đậu. Loài này được (Wall.) Wight & Arn. miêu tả khoa học đầu tiên.